# Hecalus pusae
Hecalus pusae är en insektsart som beskrevs av Rama Subba Rao och K. Ramakrishnan 1990. Hecalus pusae ingår i släktet Hecalus och familjen dvärgstritar. Inga underarter finns listade i Catalogue of Life.